# Rastlöst blod
Rastlöst blod är ett studioalbum av Markus Krunegård utgivet av skivbolaget Universal 2014. Det är Krunegårds femte album som soloartist.

## Låtlista
1. Du stör dig hårt på mig
2. Let's go nu är jag din yo
3. Hell Yeah Norrtälje
4. Under broarna i Skanstull
5. Piller i badkaret
6. Tommy tycker om mig
7. Helli
8. L.A. L.A.
9. Invandrarblues
10. Utan dig är jag halv